# Alhama de Almería
Alhama de Almería er en by og kommune i det sydøstlige Spanien i provinsen Almería. Den har et indbyggertal på 3.878 (2024) indbyggere.